# Queixal del seny

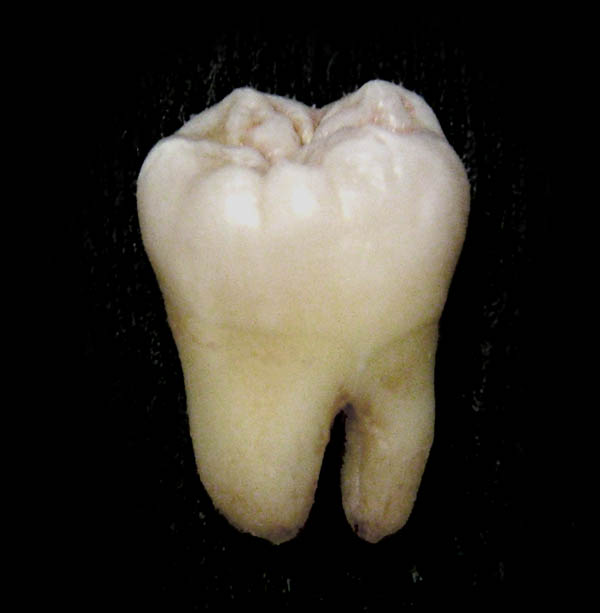
Queixal inferior.

Els queixals del seny, també coneguts com a queixals de l'enteniment o queixals extremers són la tercera molar, que apareix usualment a les edats entre 16 i 20 anys, encara que poden aparèixer a edats més primitives o molt més endavant, i fins i tot no aparèixer mai. Existeixen quatre queixals cordals, un per cada quadrant bucal, i se situen en la darrera posició de la línia de la dentadura, al fons de la boca.
La seva exodòncia es realitza en els casos en els quals donen simptomatologia (dolor greu o agut, infeccions de repetició, càries en els segons molars per una higiene deficient, etc.) o es troba algun signe radiològic patològic (algun quist o erosió d'arrels d'altres peces). Una altra indicació habitual és en el cas de realització de tractaments ortodòntics, amb la finalitat de prevenir la recidiva (si bé és una indicació molt discutible). Alguns autors propugnen l'exodòncia dels cordals asimptomàtics amb fins preventius.
El professional millor qualificat per a valorar la necessitat de l'exodòncia i realitzar-la és el cirurgià oral i maxil·lofacial.

## Orígens
El queixal del seny no sempre hi ha estat. És una peça bucal innecessària que s'ha creat amb el pas dels anys. Des d'un principi, abans de l'Homo Sapiens, teníem dents i queixals, els útils. I, a causa de patir modificacions de la capacitat del cervell, s'ha alterat la forma inicial dels ossos de la cara, deixant una cavitat on ha aparegut el queixal del seny. El cervell ha anat augmentant de volum a mesura del pas del temps. Aquest necessitava cada cop més espai, per tant, la forma ha anat canviant. En modificar-se una estructura òssia, ha  tingut com a efecte secundari patir modificacions a la mandíbula, deixant un espai inútil. Podríem dir que és un defecte de l'espècie humana, ja que no té utilitat i normalment origina símptomes de malestar. Encara que, però, és un detall mínim sense importància que ha perdurat en nosaltres.